# Vyšná Sitnica
Vyšná Sitnica es un municipio del distrito de Humenné en la región de Prešov, Eslovaquia, con una población estimada a final del año 2024 de 325 habitantes.
Se encuentra ubicado al sureste de la región, cerca de los ríos Cirocha y Laborec (cuenca hidrográfica del río Tisza) y de la frontera con la región de Košice.

## Demografía
| Año        | 1994 | 2004     | 2014    | 2024     |
| ---------- | ---- | -------- | ------- | -------- |
| Población  | 458  | 410      | 382     | 325      |
| Diferencia |      | −10,48 % | −6,82 % | −14,92 % |

| Año        | 2023 | 2024    |
| ---------- | ---- | ------- |
| Población  | 326  | 325     |
| Diferencia |      | −0,30 % |